# ابویل (آلاباما)

محل آلاباما در آمریکا

محل شهر در آلاباما.

ابلویل شهری است در ایالت آلاباما در کشور آمریکا.

## مکان
ابلویل در موقعیت ‎ ۳۱°۳۳’ ۵۹’’ N ۸۵°۱۵’ ۵’’ V (‏۳۱،۵۶۶۳۶۷; ‑۸۵،۲۵۱۳۰۰‏)‎ قرار دارد.با توجه به اطلاعات ادازه آمار آمریکا مساحت آن در حدود ۴۰،۳km² که ۴۰،۳km² آن زمین است.

## مردم‌شناسی
با توجه به آمار سال ۲۰۰۰ جمعیت آن ۲۹۸۷ نفر، ۱۱۷۲ خانواده در آن ساکن هستند.تعداد ۱۳۵۳ واحد خانه در هر مساحت تقریبی (۳۳،۶akm²) قرار دارد.۲۲،۹% درصد از خانواده‌های فرزند زیر ۱۸ سال داشتند که از این تعداد ۴۵،۸% درصد زوج بوده و ۱۷،۸% درصد زنان بدون شوهر و ۳۲،۸% درصد نیز غیر خانواده بودند.متوسط درآمد یک خانواده در حدود US$۳۷۹۱۷ است و زنان درآمد متوسط US$۲۶۲۵۰ و مردان درآمد متوسط US$۲۰۶۰۳ بدست می‌آورند.

## نگارخانه

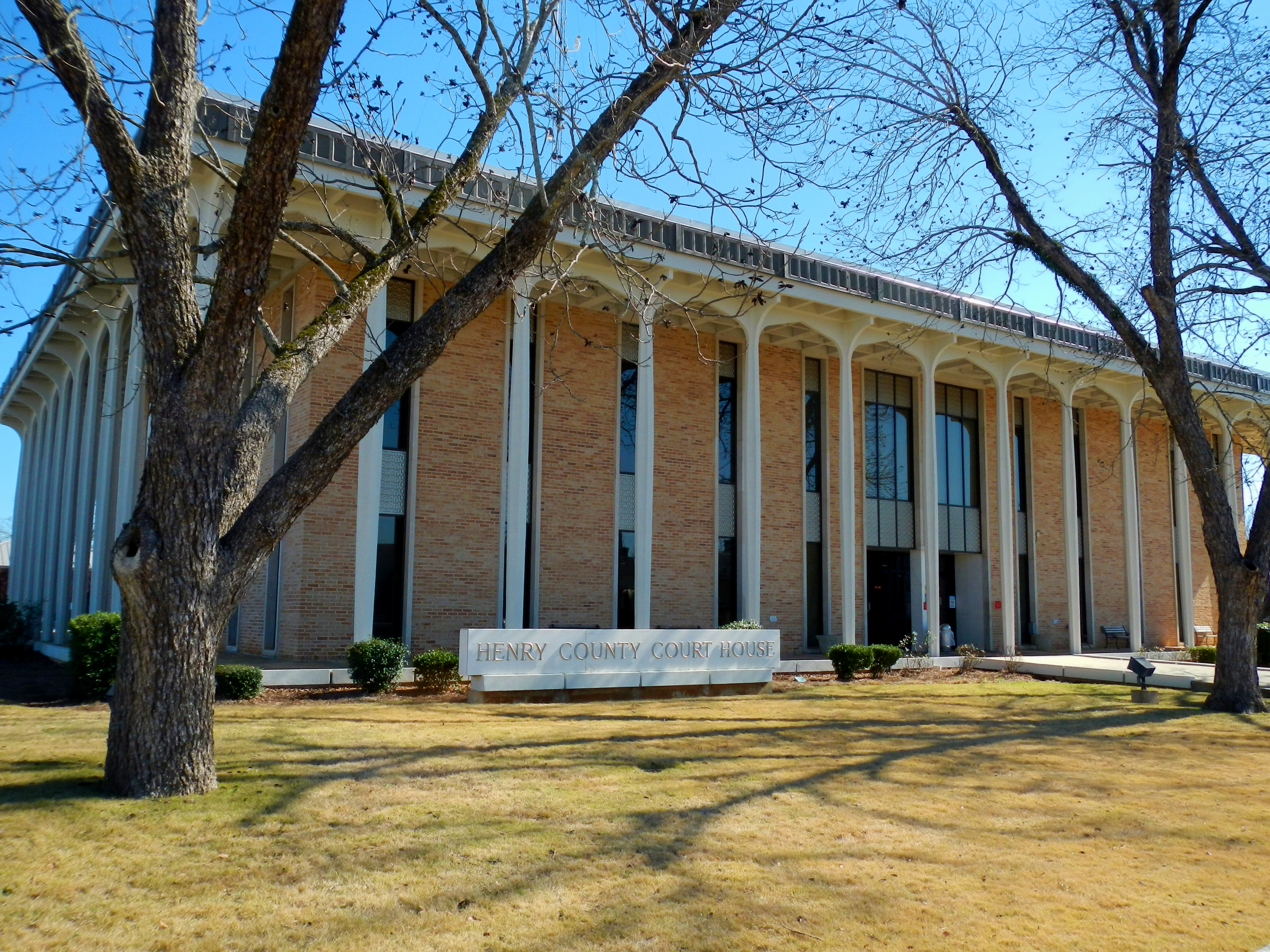
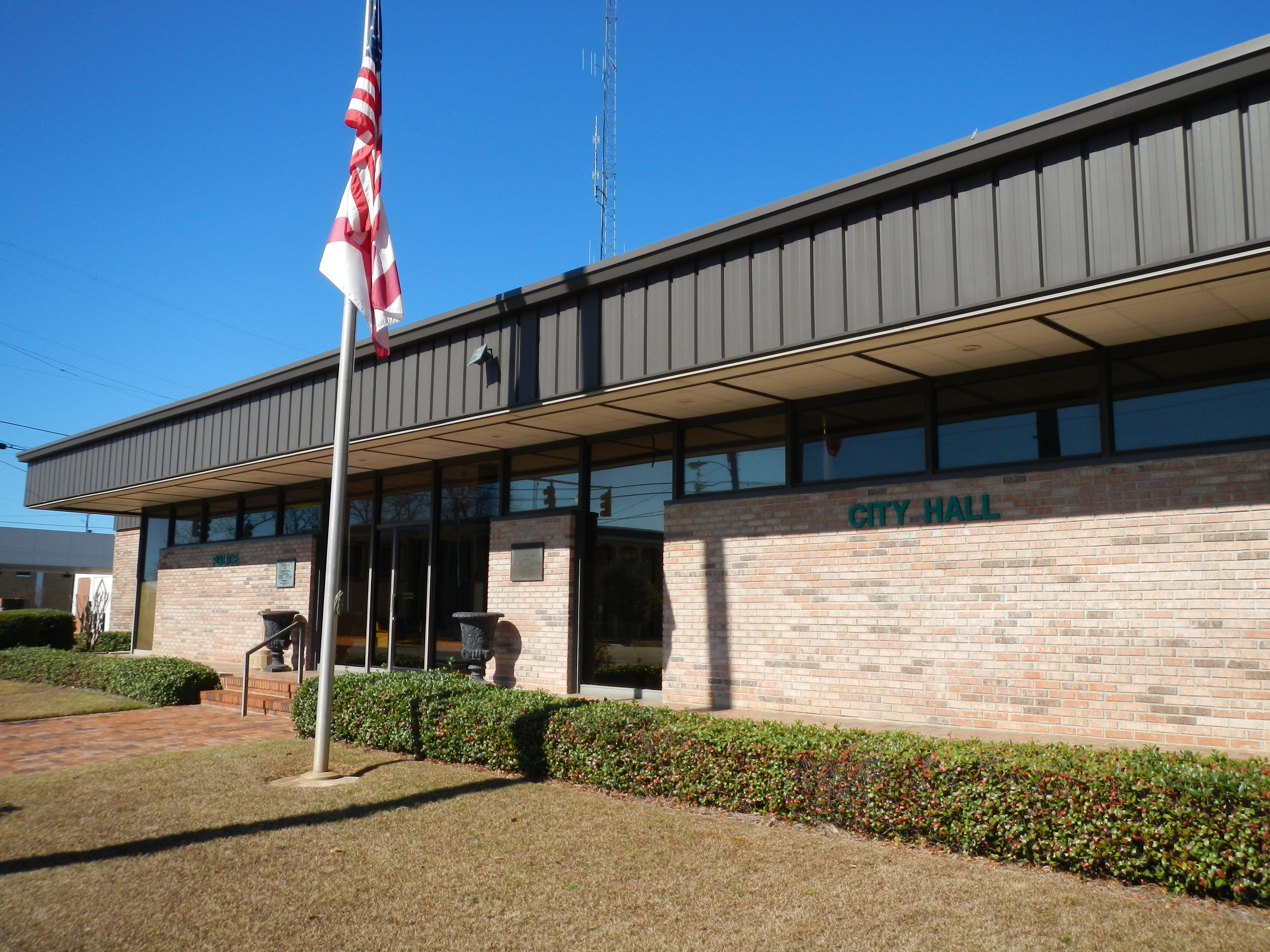
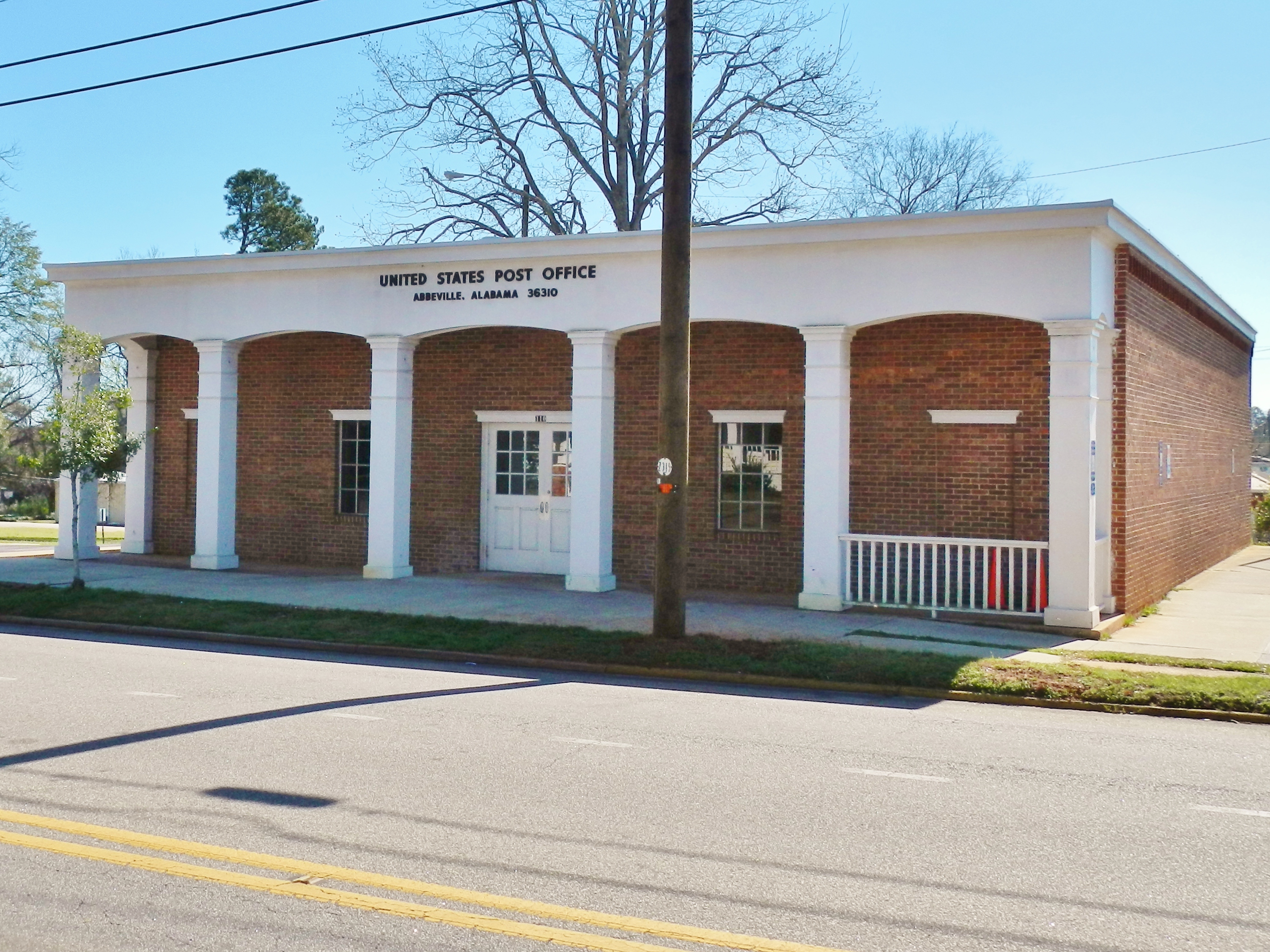
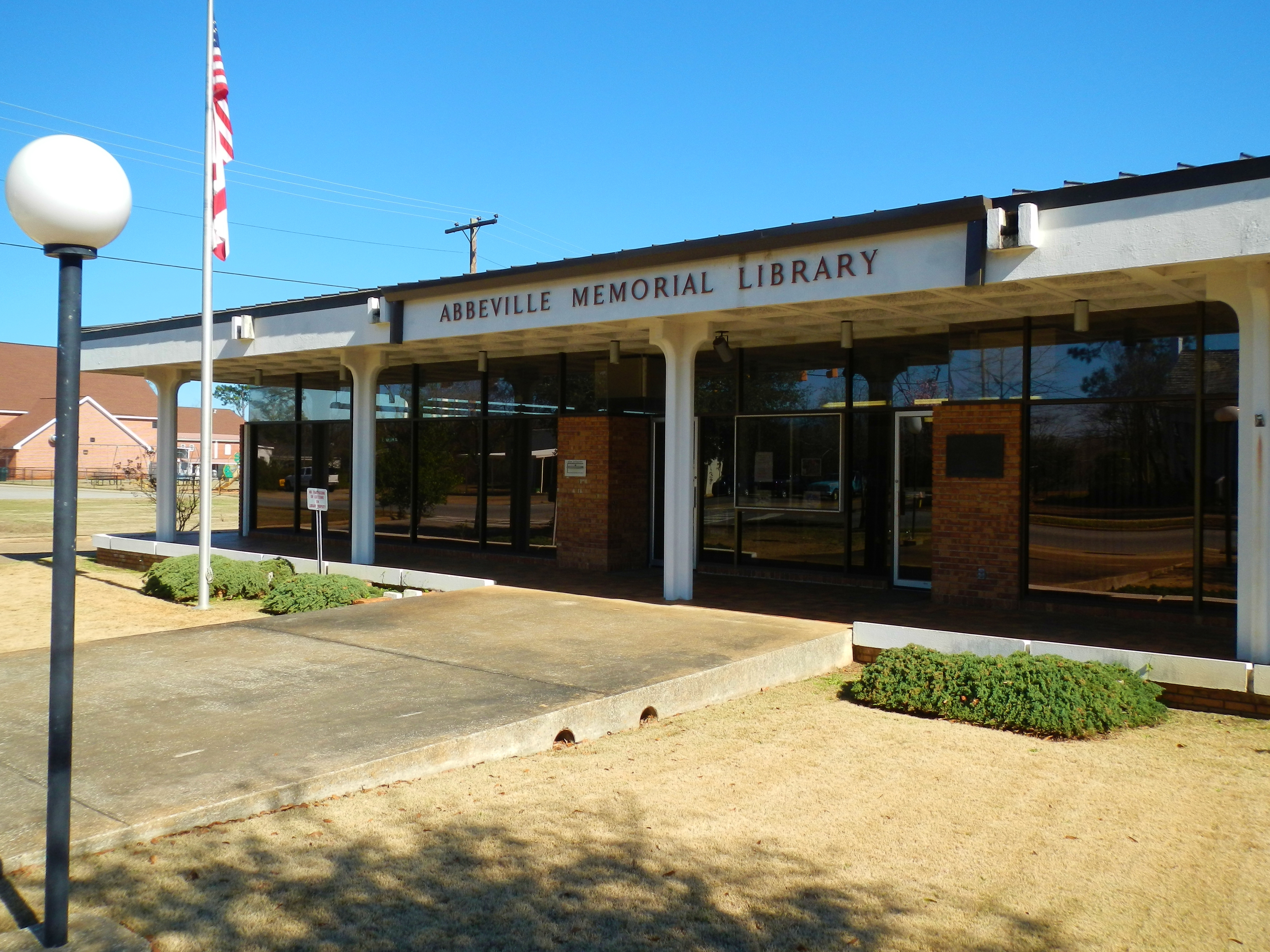
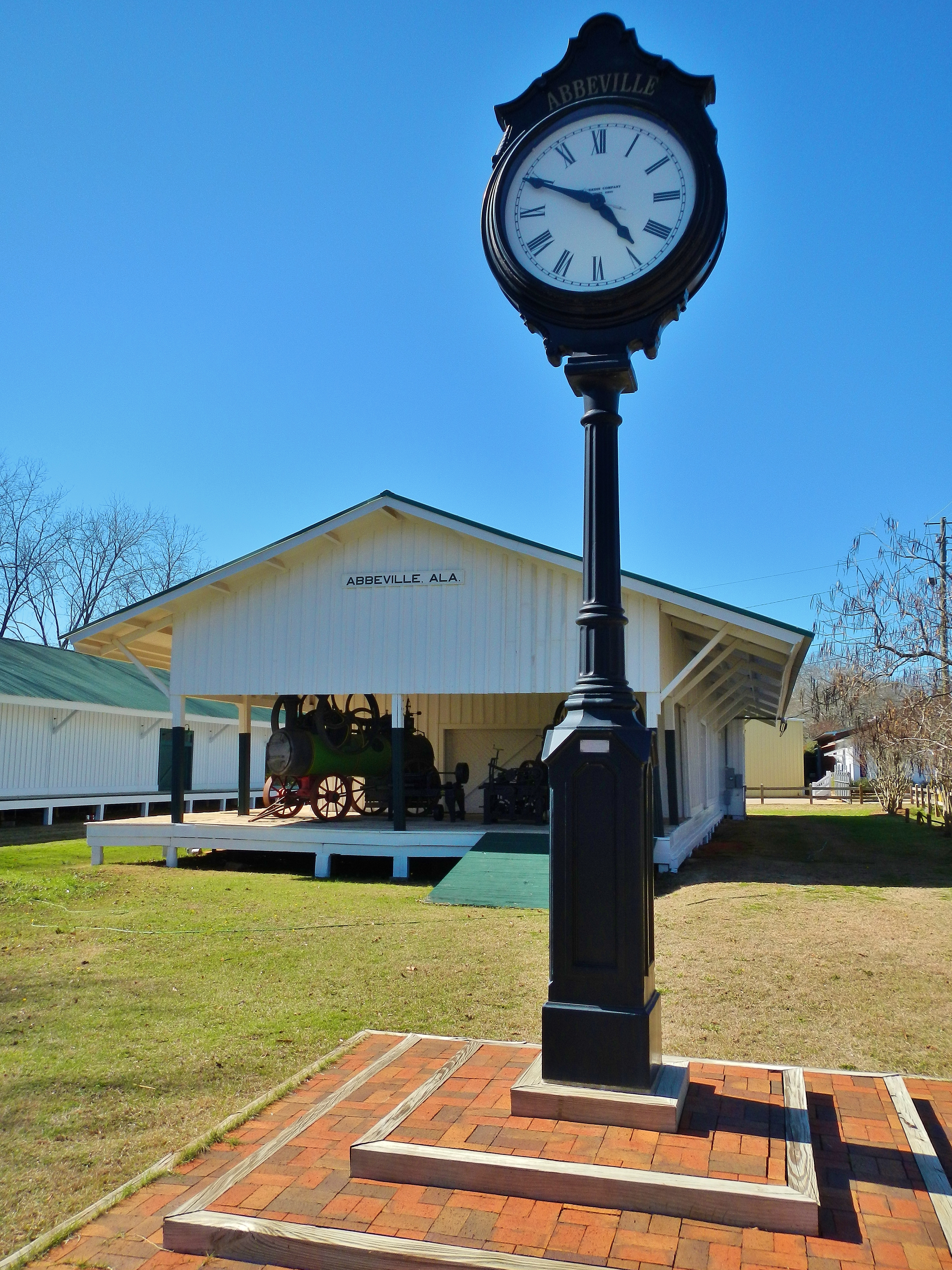
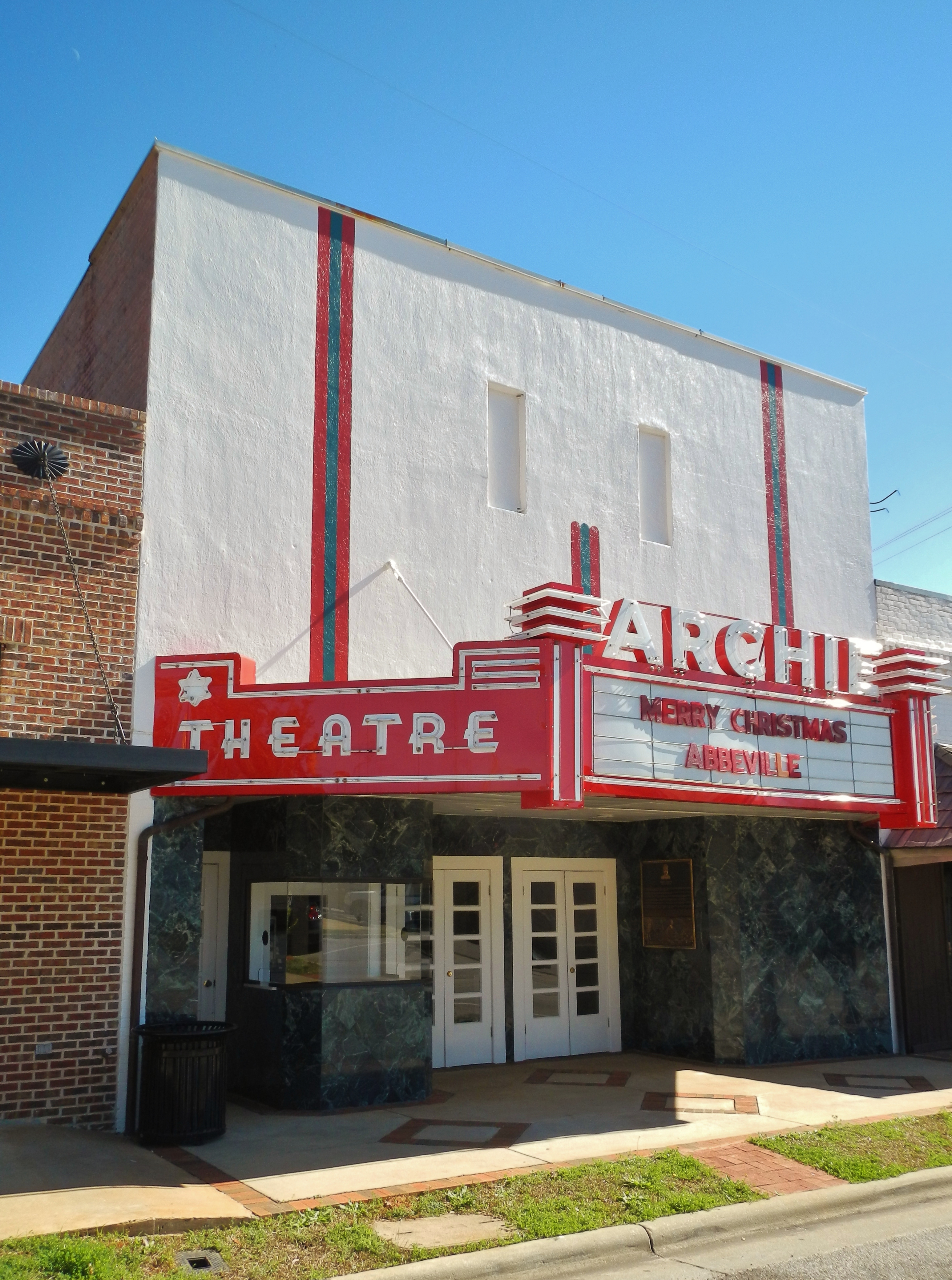
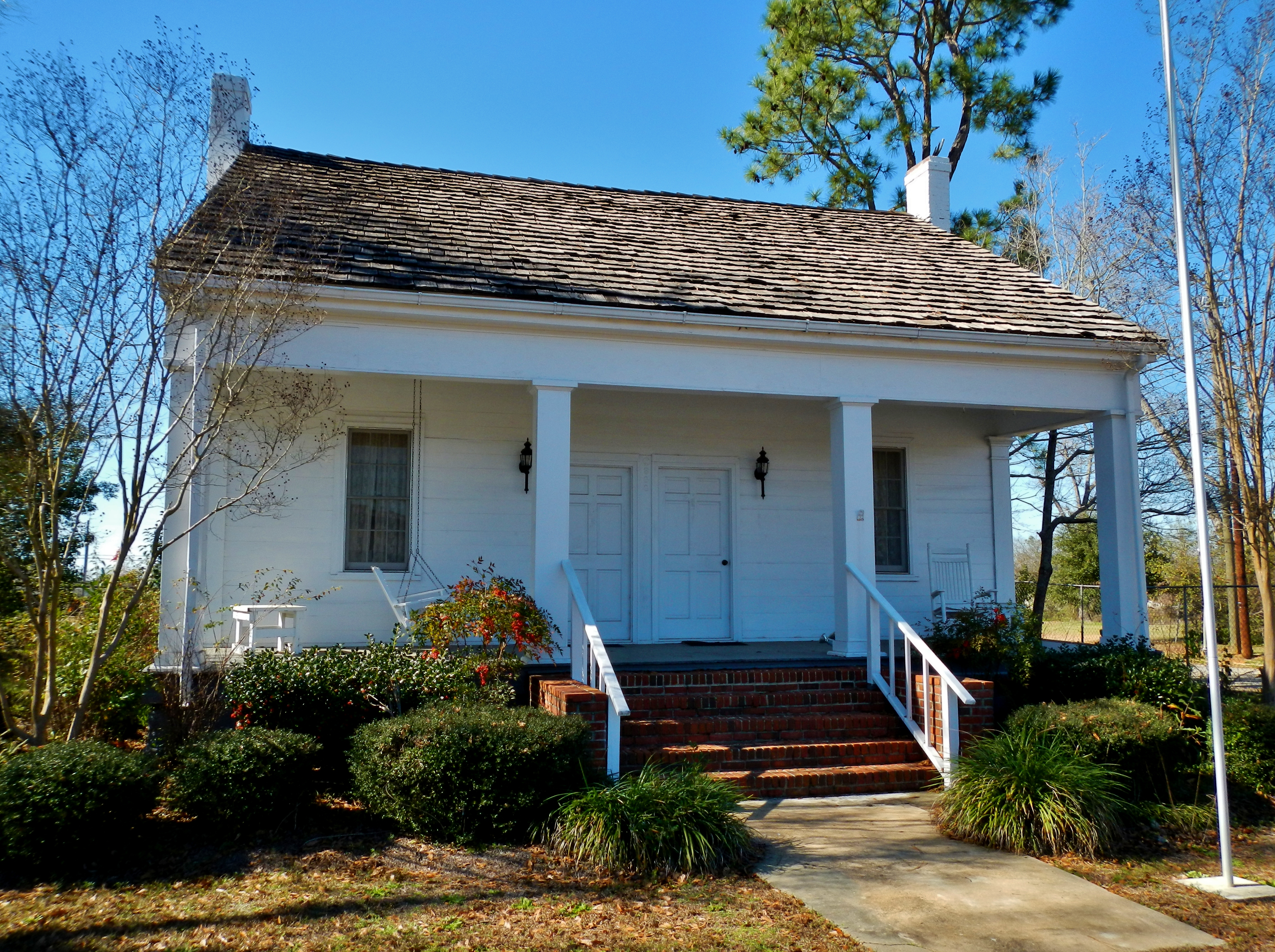
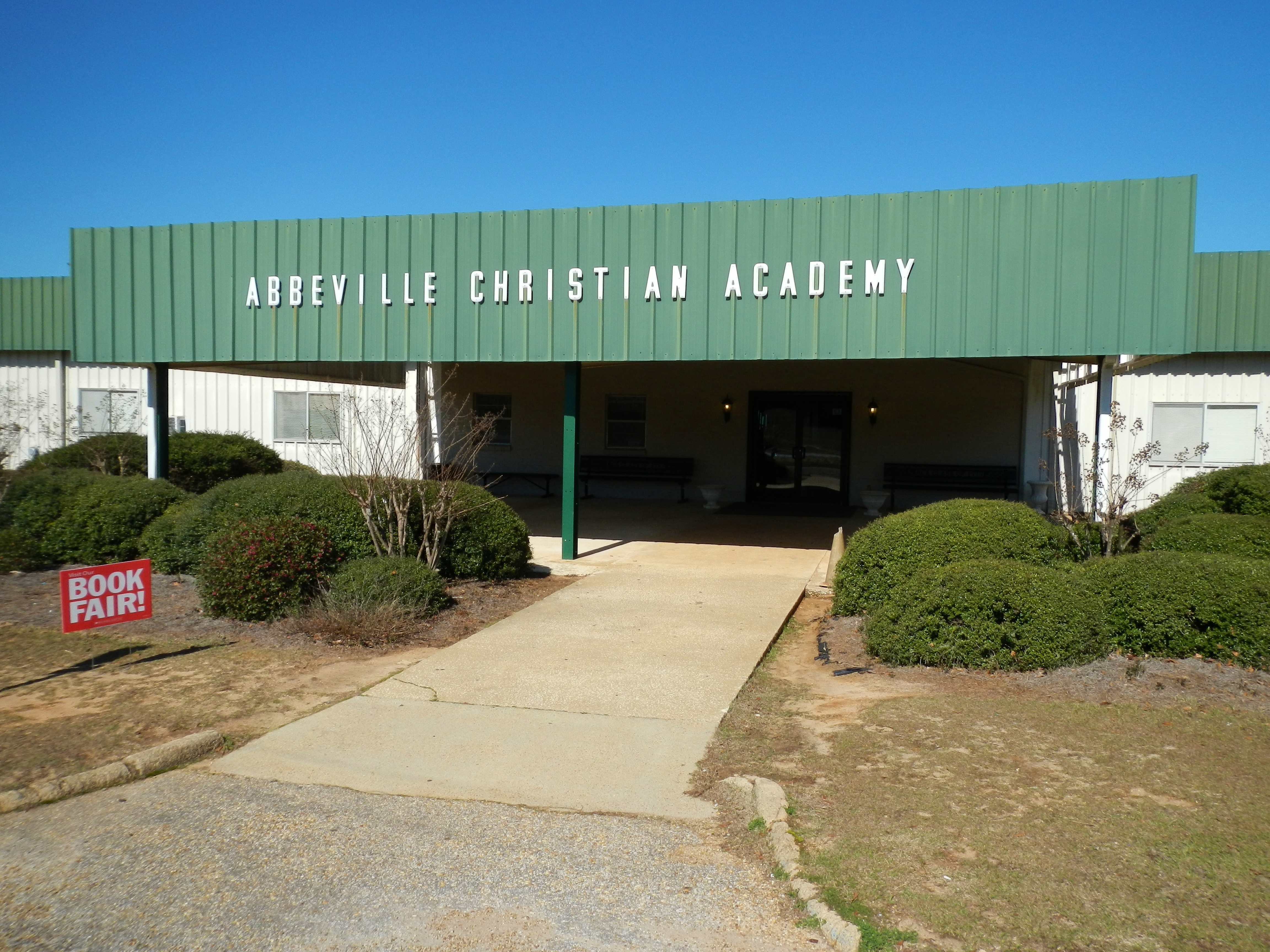